# 30 Jours de nuit : Jours sombres
Pour les articles homonymes, voir 30 Jours de nuit (homonymie).
Série
30 Jours de nuit
(2007)
Pour plus de détails, voir Fiche technique et Distribution.
30 Jours de nuit 2 : Jours sombres (30 Days of Night: Dark Days) est un film d'horreur américain réalisé par Ben Ketai et sorti en 2010. C'est la suite de 30 Jours de nuit (2007), adaptation de la série de comics du même nom créée par Steve Niles et Ben Templesmith. Contrairement au premier volet celui-ci est sorti directement en vidéo.

## Synopsis
Une année après avoir survécu au massacre de Barrow en Alaska, Stella Oleson (Kiele Sanchez) déménage à Los Angeles. Sur place, elle fait exprès d’attirer l’attention de la population locale de vampires. Stella souhaite à tout prix faire éclater la vérité sur ce qui s'était vraiment passé en Alaska. Personne ne la croit ; les adultes se moquent d'elle et la jeune femme devient le souffre-douleur de l'intégralité des enfants de la ville. Elle reste déterminée à venger la mort de son mari, Eben.
C'est alors qu'elle rencontre un groupe de personnes ayant vécu la même chose qu'elle... Elle apprend par la suite que la véritable responsable du massacre à Barrow est Lilith (Mia Kirshner), une puissante vampire que tout le monde craint... Aidée de Paul (Rhys Coiro), Amber (Diora Baird) et Todd (Harold Perrineau), Stella est désormais plus déterminée que jamais à dire son petit mot à la responsable.

## Fiche technique
- Titre français : 30 Jours de nuit 2 : Jours sombres
- Titre original : 30 Days of Night: Dark Days
- Réalisation : Aldo Accursio
- Scénario : Steve Niles et Ben Ketai, d'après la bande dessinée de Steve Niles et Ben Templesmith, d'après les comics 30 Jours de nuit de Steve Niles et Ben Templesmith
- Musique : Andres Boulton
- Décors : Geoff Wallace
- Photographie : Eric Maddison
- Montage : Ben Ketai
- Production : Vicki Sotheran, Robert Tapert
- Sociétés de production : Stage 6 Films, RCR Media Group, Ghost House Pictures et Dark Horse Entertainment
- Société de distribution : Sony Pictures Home Entertainment
- Budget : 2 millions de dollars
- Genre : horreur, thriller, fantastique
- Durée : 92 minutes
- Dates de sortie : 
  - États-Unis : 23 juin 2010 (vidéo)
  - France : 20 octobre 2010 (vidéo)
- Classification :
  - France : interdit aux moins de 12 ans

## Distribution
- Kiele Sanchez : Stella Oleson
- Rhys Coiro : Paul
- Diora Baird : Amber
- Mia Kirshner : Lilith
- Monique Ganderton : Betty
- Harold Perrineau : Todd
- Katharine Isabelle : Stacey
- Ben Cotton : Dane
- Troy Ruptash : Agent Norris
- Katie Keating : Jennifer
- Martha McBriar : Sandbag Jane
- Tapas Choudhury : Sandbag
- Stephen Huszar : Eben Oleson
- Josh Hartnett : Eben Oleson (archives du premier film)
- Andrew Stehlin : Arvin (archives du premier film)
- James Pizzinato : Clyde
- Peter Hall : le capitaine du navire
- Marco Soriano : Axel
- Jackson Berlin : Ivan
- John DeSantis : Gunther
- Evguenia Ivanova : Siobhan
- Stacey Roy : Jane
- Jody Thompson : Lena
- Aaron Harrison : Emil
- Sarah-Jane Redmond : Regan
- Richard Stroh : Peter
- Donovan Cerminara : Barrie
- Scott Patey : intello de BD
- Karen Austin : femme âgée
- Jody Thompson : Peggy

## Autour du film
- Kiele Sanchez remplace Melissa George dans le rôle de Stella Oleson.
- Alors que le premier volet coûtait 30 millions de dollars, celui-ci n'a coûté que 2 millions de dollars soit 28 millions de dollars en moins.
- Le personnage Eben Oleson apparait dans le film mais n'est pas joué par Josh Hartnett.
- La dernière scène du premier film où Eben meurt brûlé sous le soleil a été refaite pour ce film mais, à la place de Melissa George, c'est Kiele Sanchez.
- Kiele Sanchez et Harold Perrineau ont tous les deux joué dans la série Lost : Les Disparus. Sanchez dans la saison 3, Perrineau dans les saisons 1, 2, 4 et 6.